# Petroscirtes breviceps
Petroscirtes breviceps es una especie de pez de la familia Blenniidae en el orden de los Perciformes.

## Morfología
• Los machos pueden llegar alcanzar los 11 cm de longitud total.

## Reproducción
Es ovíparo.

## Hábitat
Es un pez de mar y de clima tropical y asociado a los  arrecifes de coral que vive hasta 10 m de profundidad.

## Distribución geográfica
Se encuentra desde el África Oriental hasta Papúa Nueva Guinea, el sur del Japón y Nueva Caledonia.

## Galería de imágenes

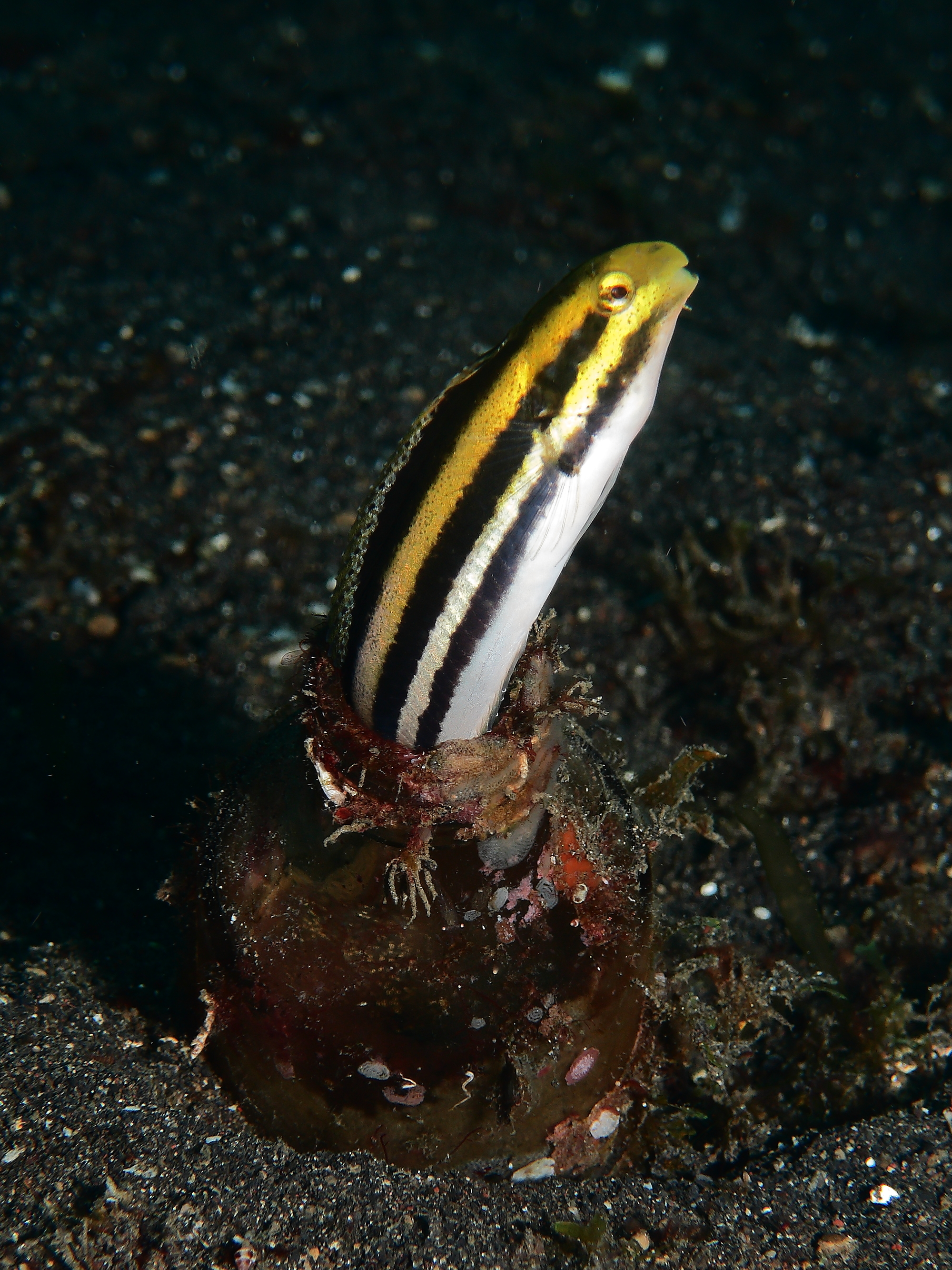
Petroscirtes breviceps